# Janvier 1899

## Événements
- 1er janvier :
  - Le lieutenant-colonel Klobb atteint Gao et y édifie un fort, ainsi qu'à Ansongo, ville située en aval sur le Niger.
  - Fin de la souveraineté espagnole à Cuba. Installation d'un gouverneur militaire américain[1].
  - Emilio Aguinaldo est élu président des Philippines. Les Philippins proclament leur Constitution.

- 6 janvier : Lord Curzon est nommé vice-roi des Indes (fin en 1905). Son gouvernement illustre la prépondérance de l’idéologie impérialiste, d’après laquelle la supériorité raciale des Anglais impose une stricte séparation avec les Indiens.

- 17 janvier :
  - les États-Unis prennent possession de Wake.
  - (Automobile) : à Achères (Yvelines), Camille Jenatzy atteint la vitesse de 66.66 km/h. Record de vitesse terrestre.
  - (Automobile) : le record de Camille Jenatzy est immédiatement battu par Gaston de Chasseloup-Laubat à 70.31 km/h. Record de vitesse terrestre.

- 19 janvier : le Soudan passe sous administration britannique.
  - Abd Allah, calife du Soudan, est tué alors qu'il résistait aux Anglo-égyptiens. Le Soudan devient un condominium anglo-égyptien, distinct de l'Égypte, mais placé sous l'autorité d'un gouverneur général nommé par l'Égypte sur les recommandations de la Grande-Bretagne. Au bout du compte, le droit de conquête reconnu par Londres à l'Égypte se transforme en obligations militaires et financières.
  - Kitchener devient gouverneur général du Soudan. Son adjoint Wingate lui succède quelques mois plus tard.

- 23 janvier[2] : protectorat britannique sur l’émirat du Koweït.

- 27 janvier : à Achères, Camille Jenatzy établit un nouveau record de vitesse terrestre : 80.35 km/h.

## Naissances
- 5 janvier : Hugh John Flemming, premier ministre du Nouveau-Brunswick.
- 7 janvier : Francis Poulenc, compositeur français († 30 janvier 1963).
- 17 janvier : Al Capone, gangster italo-américain († 25 janvier 1947).
- 20 janvier : Pierre Gandon, dessinateur et graveur français († 23 juillet 1990).
- 21 janvier : Dr John Bodkin Adams, médecin généraliste anglais et tueur en série († 4 juillet 1983).
- 25 janvier : Paul-Henri Spaak, homme politique belge († 31 juillet 1972).

## Décès
- 16 janvier : Charles Chiniquy, prêtre catholique convertit au presbytérianisme.
- 29 janvier : Alfred Sisley, peintre de nationalité britannique (° 30 octobre 1839).